# Torre dels Moros (Cinctorres)
La torre dels Moros, en una lloma a escassos 2 quilòmetres de Cinctorres (els Ports, País Valencià), és una antiga torre de defensa d'època medieval. Tradicionalment ha estat considerada com una de les cinc torres a les quals es refereix el topònim de Cinctorres.
Es tracta d'una torre de planta quadrangular, de 3,60 x 3,70 metres, amb portal adovellat al nord. Compta amb restes visibles de quatre plantes: la planta baixa de serveis amb portal d'exterior, la segona o principal amb finestrer cap a migdia, la tercera és el dormitori i la quarta planta de guaita. Al seu interior, l'accés a les plantes altes es realitza mitjançant una escala de cargol amb esglaons solts incrustats a la part interior dels murs, avui pràcticament desapareguda. Els murs estan realitzats amb maçoneria presa amb morter de calç.
Actualment està protegit amb la figura de Bé d'Interès Cultural per la Generalitat Valenciana